# Pioneer (Iowa)
Pour les articles homonymes, voir Pioneer.
Pioneer est une ville du comté de Humboldt, en Iowa, aux États-Unis. Elle est incorporée le 8 février 1910.

## Source de la traduction
- (en) Cet article est partiellement ou en totalité issu de l’article de Wikipédia en anglais intitulé « Pioneer, Iowa » (voir la liste des auteurs).